# Cem Sultan

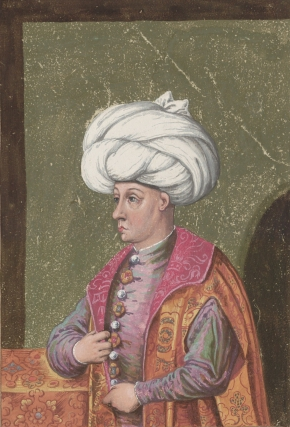
Cem – nach Joseph von Karabacek – auf einem Porträt aus dem Wiener Codex 8615 (Fol. 12r), mutmaßlich eine Kopie eines Originals von Gentile Bellini oder Costanzo da Ferrara.

Cem (جم بن محمد / Cem b. Meḥemmed; geb. 23. Dezember 1459 in Edirne; gest. 25. Februar 1495 in Neapel) war ein türkischer Prinz und Dichter, der für etwa 18 Tage als Sultan über einen kleinen Teil des osmanischen Reichs herrschte. Nachdem er den Kampf gegen seinen Bruder Bayezid II. um den osmanischen Thron verloren hatte, suchte er Asyl auf der Insel Rhodos. Als Pfand gegen die Expansionspläne seines Bruders verbrachte er den Rest seines Lebens in Europa im Exil. In Frankreich, wo er fast sieben Jahre lebte, erzählen Gedichte und Romane von den ihm zugeschriebenen Abenteuern und Liebesaffären.

## Leben

### Familie
Cem war der drittgeborene Sohn Sultan Mehmeds II. Seine Mutter war eine der Konkubinen aus dem Harem Mehmeds II., deren Name mit Çiçek („Blume“) überliefert ist. Da die islamischen Gesetze die Versklavung islamischer Gläubiger untersagten, waren die meisten Haremskonkubinen christliche Sklavinnen. Cems Mutter war vermutlich eine serbische Prinzessin.
Cem war der einzige Sohn, den Mehmed zeugte, nachdem er den Thron bestiegen hatte. Die zwei älteren Söhne waren der spätere Bayezid II., der 1447 geboren wurde und dessen Mutter die Konkubine Gülbahar war, sowie Mustafa, den er mit der Konkubine Gülşah zeugte, und der 1450 zur Welt kam.
Sowohl Bayezid als auch Mustafa waren 1457 von ihrem Vater als Prinz-Gouverneure (Çelebi Sulṭān) eingesetzt worden und nach Amasya beziehungsweise Manisa entsendet worden. Sie waren zu diesem Zeitpunkt neun beziehungsweise sieben Jahre alt. Ihre Posten traten sie in Begleitung ihrer jeweiligen Mütter und begleitet von Lehrern und Beratern (Lālā) an. Wie später auch ihr Bruder Cem erhielten sie eine sorgfältige Erziehung in Geographie, Geschichte, Literatur und Naturwissenschaften.

### Prinz-Gouverneur, Reichsverweser und Provinzgouverneur
Ähnlich wie seine beiden älteren Brüder wurde auch Cem von seinem Vater als Prinz-Gouverneur (Çelebi Sulṭān) eingesetzt. Im Alter von zehn Jahren ging er gemeinsam mit seiner Mutter sowie zwei Lālā nach Kastamonu im Norden Anatoliens. Nach den Überlieferungen von Saʿdeddīn wurde er von seinen Lehrern auch in Persisch und Arabisch unterrichtet.
Im Jahre 1470/71 (H 875) kehrte Cem erstmals anlässlich seiner Beschneidung für kurze Zeit nach Istanbul zurück.
Als sich Mehmed II. im Jahr 1473 gemeinsam mit seinen beiden ältesten Söhnen auf einen Feldzug gegen Uzun Hasan begab, wurde Cem als Reichsverweser nach Edirne beordert. Nachdem längere Zeit keine Nachrichten aus Ostanatolien eintrafen, nahmen die Gerüchte zu, dass Mehmed gefallen und seine Armee von den Aq Qoyunlu vernichtet worden sei. Auf Rat seiner beiden Lālā Nasuh und Kara Süleyman nahm er als Thronprätendent die Huldigung und den Treueeid (bīʿat) der hohen Würdenträger an. Kurz darauf trafen Nachrichten ein, dass Mehmeds Feldzug erfolgreich gewesen war und sowohl er als auch seine Söhne wohlbehalten waren. Cem floh, weil er den Zorn seines Vaters fürchtete. Sein Vater verzieh ihm zwar, doch ließ er Nasuh und Kara Süleyman hinrichten.
Mustafa, Cems zweitältester Bruder, erkrankte im Frühjahr 1474 schwer und, nachdem er im Juni verstorben war, setzte sein Vater Cem an dessen Stelle als Provinzgouverneur von Karaman mit Sitz in Konya ein.

### Diplomatische Aufgaben
Die Johanniter auf Rhodos stellten für Mehmed II. ein Hindernis für weitere über das Mittelmeer führende Expansionen dar. Der Orden verbündete sich 1478 mit dem Mamlukensultan Kait-Bay, um der osmanischen Bedrohung entgegenstehen zu können. Daraufhin holte Mehmed II. Cem 1479 nach Istanbul und beauftragte ihn, mit den Johannitern diplomatische Verhandlungen zu führen. Durch einen Gesandten wurde den Johannitern dauerhafter Frieden angeboten, falls sie einen jährlichen Tribut entrichteten. Das wurde abgelehnt, doch es kam zu einem Waffenstillstand, der allerdings nur bis zum 23. Mai 1480 anhielt, an dem Mehmed II. Rhodos – letztlich ohne Erfolg – angreifen ließ.

### Kampf um den Thron
Am 3. Mai 1481 starb Mehmed II. Er war lediglich 49 Jahre alt geworden.
Der türkische Hof war gespalten zwischen den Anhängern Cems und denen Bayezids. Zu Cems Anhängern gehörten der Großwesir Karamani Mehmed Pascha sowie der langjährige Oberbefehlshaber Gedik Ahmed Pascha. Auf Bayezids Seite standen allerdings die meisten Wesire und – was sich als viel entscheidender herausstellen sollte – der Kommandeur der Janitscharen.
Der Großwesir Karamani Mehmed Pascha hatte versucht, den Tod Mehmeds II. möglichst lange geheim zu halten. Der Leichnam Mehmeds II. wurde unter dem Vorwand, dass der Herrscher in den Hamam müsse, nach Istanbul überführt. Der Großwesir sandte Boten aus, um Cem im fernen Konya zu benachrichtigen, damit er nach Istanbul eilen und den Thron für sich beanspruchen konnte. Die Boten allerdings wurden von Anhängern Bayezids abgefangen. Auch den Janitscharen blieb der Tod Mehmeds II. nicht verborgen. Sie stürmten den Topkapi-Palast, wo Mehmed II. aufgebahrt war, töteten Karamani Mehmed Pascha, paradierten durch die Straßen Istanbuls und riefen Bayezid zum neuen Sultan aus. Den elfjährigen Sohn Bayezids, Korkud, der ähnlich wie Cems ältester Sohn im Topkapi erzogen wurde, ernannten sie zum Regenten, der bis zur Rückkehr Bayezid aus Amasya für ihn den Thron innehaben sollte.

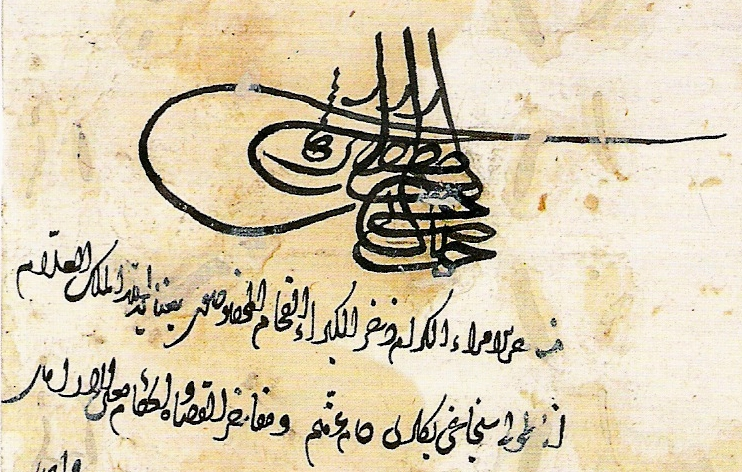
Cems imperialen Anspruch erhebende Tughra auf einem Fermān vom Mai 1481 setzt sich zusammen aus „Cem b. Meḥemmed Ḫān muẓaffer dāʾimā“

Cem hatte vom Tod seines Vaters erst erfahren, als die Beisetzung Mehmeds II. bereits stattgefunden hatte und Bayezid mit dem Schwert seines Vorfahren Osman I. gegürtet war – einer Zeremonie, die der Krönung in einer christlichen Monarchie entspricht. Cem entschied sich, um den Thron zu kämpfen, und sammelte in Anatolien Truppen um sich. Über Akşehir, Afyonkarahisar, Kütahya und Eskişehir zog er nach Bursa. Etwa 20.000 Mann begleiteten ihn, als er vor Bursa eintraf, das er nach kurzem Widerstand einnahm. Am 2. Juni 1481 pries man ihn in den Moscheen von Bursa als neuen Sultan; gleichzeitig ließ er als Sultan Cem die ersten Silbermünzen prägen. Mit beiden Maßnahmen wollte er signalisieren, dass er als Sultan über zumindest diesen Teil des osmanischen Reiches herrschte. An seinen Bruder Bayezid richtete er den Vorschlag, das osmanische Reich untereinander zu teilen. Bayezid sollte von Istanbul aus über die europäischen Provinzen herrschen. Cem wollte von Bursa aus über Anatolien herrschen. Bayezid lehnte diesen Vorschlag ohne Zögern ab und sammelte seinerseits Truppen in İznik, etwa 50 Kilometer nordöstlich von Bursa. In der Nähe von Yenişehir kam es am 22. Juli 1481 zur Entscheidungsschlacht zwischen den Brüdern. Den 20.000 Mann unter der Führung von Cem standen 40.000 unter der Führung von Bayezid gegenüber. Bayezid hatte außerdem einen der Heerführer Cems bestochen, der während der Schlacht zu ihm überlief und damit die Schlacht entschied.

### Flucht bis nach Kairo

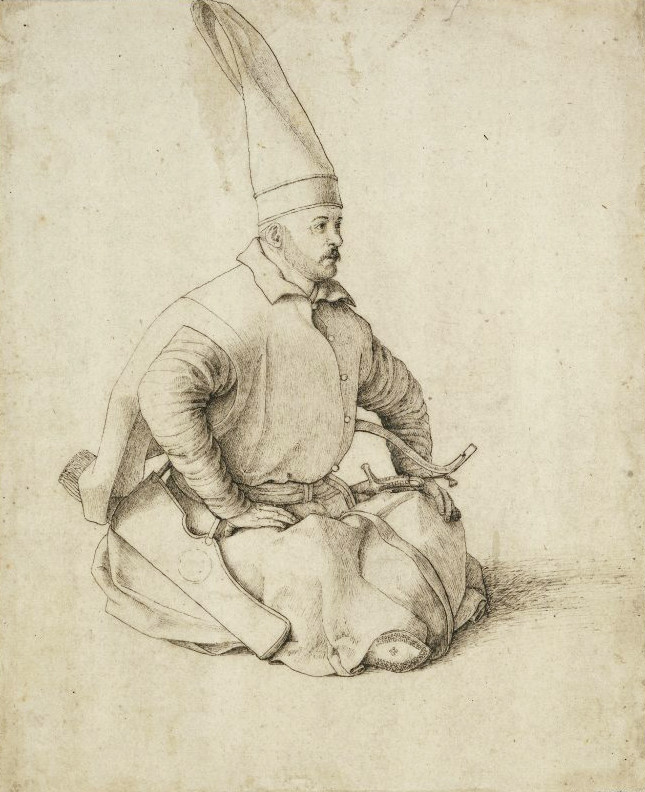
Janitschar – Zeichnung von Gentile Bellini. Die Unterstützung der Janitscharen war für den Machterhalt wesentlich.

Cem floh unmittelbar nach der Schlacht mit seiner Familie und einer kleinen Truppe von Anhängern. Sie erreichten bereits am nächsten Morgen Eskişehir, das knapp neunzig Kilometer südöstlich von Yenişehir lag. Dort wurden sie von einer Gruppe Turkmenen überfallen, die sie ihrer letzten Habseligkeiten beraubte. Am 26. Juni erreichten sie Konya, wo sie für den Moment sicher waren. Sie brachen allerdings bereits drei Tage später auf, um in Richtung Südost-Anatolien weiter zu fliehen. Sie würden damit mamlukisches Territorium erreichen, wo sie sich vor weiteren Verfolgungen durch Bayezid sicher glaubten. Von Ereğli aus überquerten sie das Taurusgebirge, um nach Tarsus zu gelangen. Von den lokalen Fürsten wurden Cem und seine Anhänger – mittlerweile eine Gruppe von zweihundert bis dreihundert – gastfreundlich empfangen. Sie waren Vasallen der Mamluken und standen damit Sultan Bayezid feindlich gegenüber. Ihre Flucht führte Cem und seine Anhänger weiter von İskenderun an der Mittelmeerküste über Aleppo, Hama, Homs und Baalbek nach Damaskus. Als Gast des mamlukischen Regenten blieben sie sechs Wochen dort. Danach reisten sie über Jerusalem, Hebron und Gaza weiter nach Kairo, das sie Anfang Oktober erreichten.
Bayezid hatte Cem durch den Oberbefehlshaber der Janitscharen Gedik Ahmed Pascha verfolgen lassen. Sein Versagen, diesen auf seiner Flucht zu stellen, führte zu Gedik Ahmed Paschas Verhaftung. Die Janitscharen reagierten allerdings auf die Verhaftung ihres Oberbefehlshabers mit einem Aufstand, stürmten den Palast und verlangten von Bayezid dessen sofortige Freilassung. Da Bayezid immer noch befürchtete, dass die Janitscharen sich hinter Cem stellen würden, folgte er ihren Forderungen. Gedik Ahmed Pascha erhielt nicht nur seinen Titel als Wesir zurück, sondern wurde auch wieder als Oberbefehlshaber der Janitscharen eingesetzt.

### Aufenthalt in Kairo
Der mamlukische Sultan El-Ashraf Seyfeddin Kait-Bay war der mächtigste Gegenspieler der Osmanen. Als ihn die Nachricht erreichte, dass Cem und seine Anhänger sich Kairo näherten, sandte er ihm seine mächtigsten Hofbeamten mit der Botschaft entgegen, dass er am Hof von Kairo willkommen und sicher vor seinem Bruder Bayezid sei. Sultan Kait-Bay selbst lag daran, dass sich die Nachfolgestreitigkeiten innerhalb des osmanischen Reiches fortsetzten. Auf die Bitte Cems, ihn in seinem Kampf um den Thron zu unterstützen, ging er vorläufig allerdings nicht ein. Stattdessen versuchte er zwischen den beiden Brüdern zu vermitteln, während sich Cem auf den Haddsch nach Mekka und Medina begab. Bayezids einzige Konzession an Cem war das Angebot, ihn finanziell zu unterstützen, wenn er sich in der Nähe von Jerusalem niederlasse.

### Erneuter Kampf um die Erbfolge

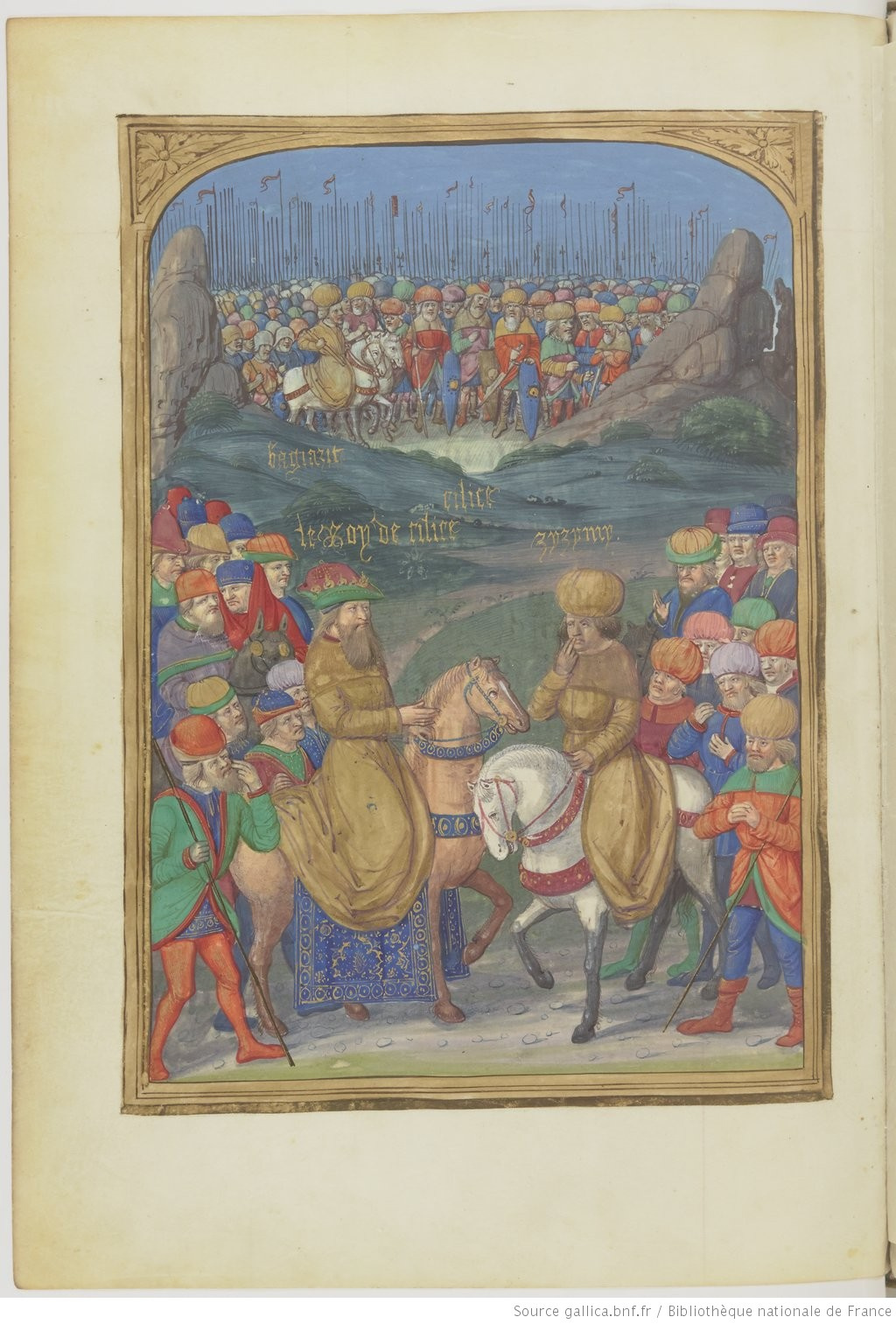
Cem (Zyzymy, rechts) und Kasım Bey (Le Roy de Cilice, links) sind vor der Übermacht Bayezids II. (Bagiazit, hinten) in das Taurusgebirge geflüchtet.

Attraktiver als die Offerte seines Bruders fand Cem das Angebot von Kasım Bey, ihn in einem Feldzug gegen Bayezid zu begleiten. Kasım Bey war der Herrscher über das Gebiet von Karamania gewesen, bis osmanische Truppen diese Region erobert hatten. Kasım Bey hatte Cem auch darüber informiert, dass Mehmed Agha – unter Mehmed II. einst Oberbefehlshaber der Janitscharen – Cem in seinem Kampf um den osmanischen Thron unterstützen würde. Von Sultan Kait-Bay finanziell unterstützt und in Begleitung einer mamlukischen Truppe von 2.000 Soldaten brach Cem am 26. März 1482 auf, um nach Adana zurückzukehren, wo Kasım Bey und Mehmed Agha mit ihren Truppen warteten. Seine Familie – darunter seine Mutter, sein Sohn Murad und dessen Mutter, seine Tochter Gevher Melek und mehrere Frauen seines Harems – ließ er im Schutz des mamlukischen Sultans zurück.
Bayezid war durch Spione über die Pläne seines Bruders und dessen Truppenbewegungen im Süden Anatoliens gut informiert. Während Cem gemeinsam mit Kasım Bey und Mehmed Agha über das Hochplateau von Anatolien marschierte, versammelte er ein Heer von 200.000 Mann. Er musste allerdings damit rechnen, dass sich ähnlich wie Mehmed Agha noch mehr Truppenteile Cem anschließen würden. Mit großzügigen Geldgeschenken versuchte er sich die Loyalität seiner Truppe zu erkaufen.
Cem erlitt erneut eine Niederlage. Nachdem das vereinte Heer von Cem, Kasım Bey und Mehmed Agha vergeblich versucht hatte, die Stadt Konya einzunehmen, trennten sie sich. Mehmed Agha sollte versuchen, Ankara einzunehmen. Dort unterlag er jedoch in einer Schlacht gegen einen der Gouverneure von Bayezid. Mehmed Agha selbst kam in der Schlacht ums Leben. Als die Nachricht vom Tode Mehmed Aghas Cem und Kasım Bey erreichte, zogen sie sich vor den heranrückenden Truppen Bayezids erneut in das unwegsame Taurusgebirge zurück.

### Flucht nach Rhodos
Nach der erneuten Niederlage hatte Cem eine Flucht nach Persien erwogen, um einer Gefangennahme durch die Truppen seines Bruders zu entgehen. Kasım Bey riet ihm jedoch, in Europa Exil zu suchen. Cem wandte sich mit seiner Bitte um Asyl zunächst in einem Brief an die Republik Venedig. Venedig lehnte jedoch mit dem Hinweis auf den bestehenden Friedensvertrag ab. Auch Bayezid erfuhr durch seine Spione von den Annäherungsversuchen Cems und bekräftigte daraufhin gegenüber Venedig erneut den bestehenden Friedensvertrag.
Cem wandte sich nach der Ablehnung durch Venedig an den Großmeister des Johanniterordens, Pierre d’Aubusson, den er während der damals gescheiterten Friedensverhandlungen kennengelernt und mit dem er sich gut verstanden hatte. D’Aubusson reagierte sehr rasch auf Cems Ersuchen, denn er erkannte, dass Cem eine wichtige Rolle darin spielen konnte, seinen Bruder von weiteren Eroberungsfeldzügen in Europa abzuhalten. Die Bedingungen des Exils handelten zwei von Cems Vertrauten aus. Zumindest einer seiner Vertrauten hatte jedoch Zweifel an der Zuverlässigkeit der Zusagen der Ordensritter. Allerdings verfügte Cem über keinen Verhandlungsspielraum mehr. Im Hafen von Korykos suchte er im Juli 1482 zusammen mit wenigen, verbliebenen Getreuen auf einer karamanischen Galeere Schutz. Die Segel wurden gesetzt, und Cem entkam nur knapp einer anrückenden Reitereinheit Bayezids. Nach drei Tagen wurde er bei Anamur vom Geschwader der Johanniter übernommen und nach Rhodos gebracht. Korykos und Anamur wurden umgehend von Bayezids Truppen besetzt.

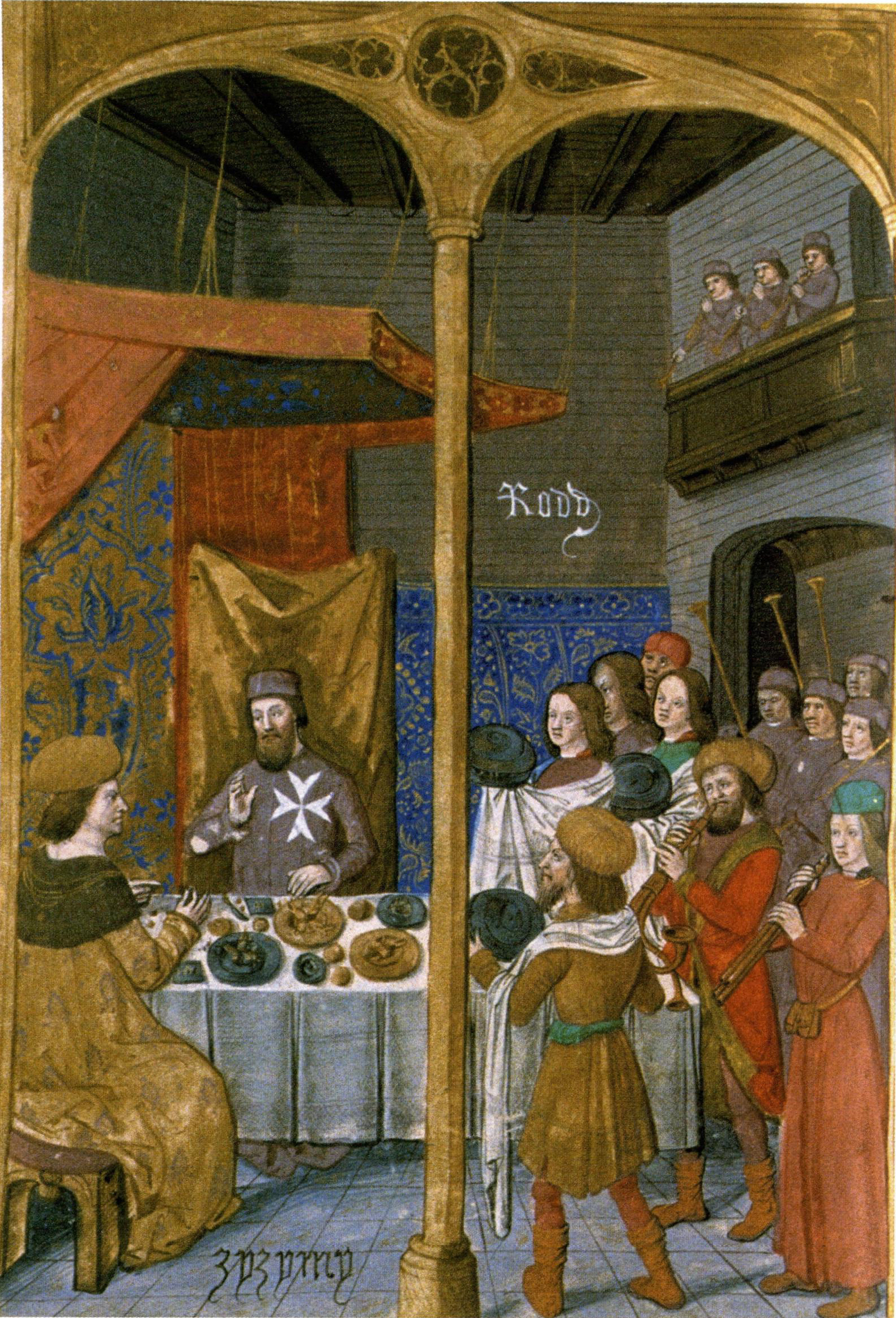
Cem (ZYZYMY, links vorne) zu Gast bei Pierre d’Aubusson (1482)

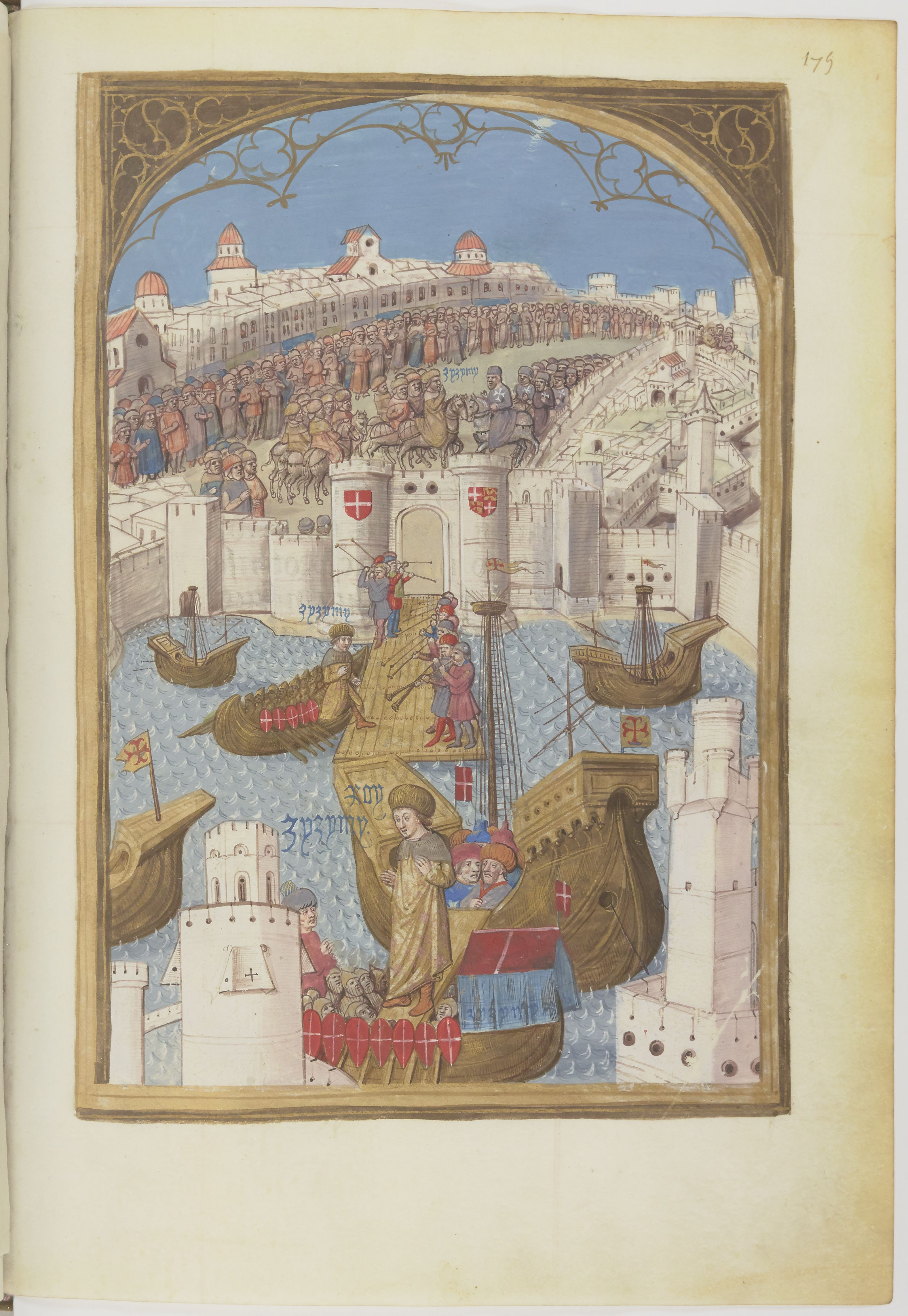
Cems Ankunft auf Rhodos. Zeitgenössische Miniatur aus Gestorum Rhodie obsidionis commentarii von Guillaume Caoursin.

Auf der Fahrt nach Rhodos begleiteten Cem unter anderem sein Vorkoster Ayas Bey, der Bruder seiner Mutter Ali Bey, sein Sekretär Haydar Bey sowie mehrere Mitglieder seines früheren Hofstaates. Am 29. Juli 1482 erreichten sie Rhodos. Dort erhielt Cem ein Haus zugewiesen. D’Aubusson hatte unterdessen Papst Sixtus IV. darüber informiert, dass Cem sich in seinem Gewahrsam befinde und bat ihn um Erlaubnis, mit Bayezid Verhandlungen aufzunehmen. Sobald die Zustimmung des Papstes vorlag, informierte d’Aubusson Bayezid darüber, dass von nun an der Orden keinerlei Tributzahlungen mehr leisten werde. Er verlangte stattdessen, dass den Einwohnern von Rhodos gestattet werde, im gesamten osmanischen Reich freien Handel zu betreiben und sie dafür nur die normalen Zölle und Gebühren entrichten müssten. Die Kosten für den Unterhalt Cems und seines Gefolges sollte Bayezid durch eine jährliche Zahlung von 45.000 Dukaten übernehmen. Dafür sicherte d’Aubusson dem Sultan zu, er werde dafür sorgen, dass Cem keinen weiteren Krieg gegen seinen Bruder führen werde.
Cem wiederum sicherte d’Aubusson zu, dass die christlichen Fürsten in ihm einen ewigen Freund haben würden, wenn sie ihn in der Eroberung seines Thrones unterstützten. Er sicherte weiterhin zu, dass alle christlichen Territorien, die unter osmanischer Herrschaft standen, zurückgegeben werden sollten. Seinen Anspruch auf den osmanischen Thron leitete er aus der Tatsache ab, dass er zu dem Zeitpunkt geboren worden war, als sein Vater bereits Sultan war. Dem Wunsch Cems, einige Leute seines Gefolges, die in Anatolien zurückgeblieben waren, gleichfalls nach Rhodos zu bringen, leistete d’Aubusson sofort Folge. 

### Asyl in Frankreich und Italien

#### Im Gewahrsam der Johanniter

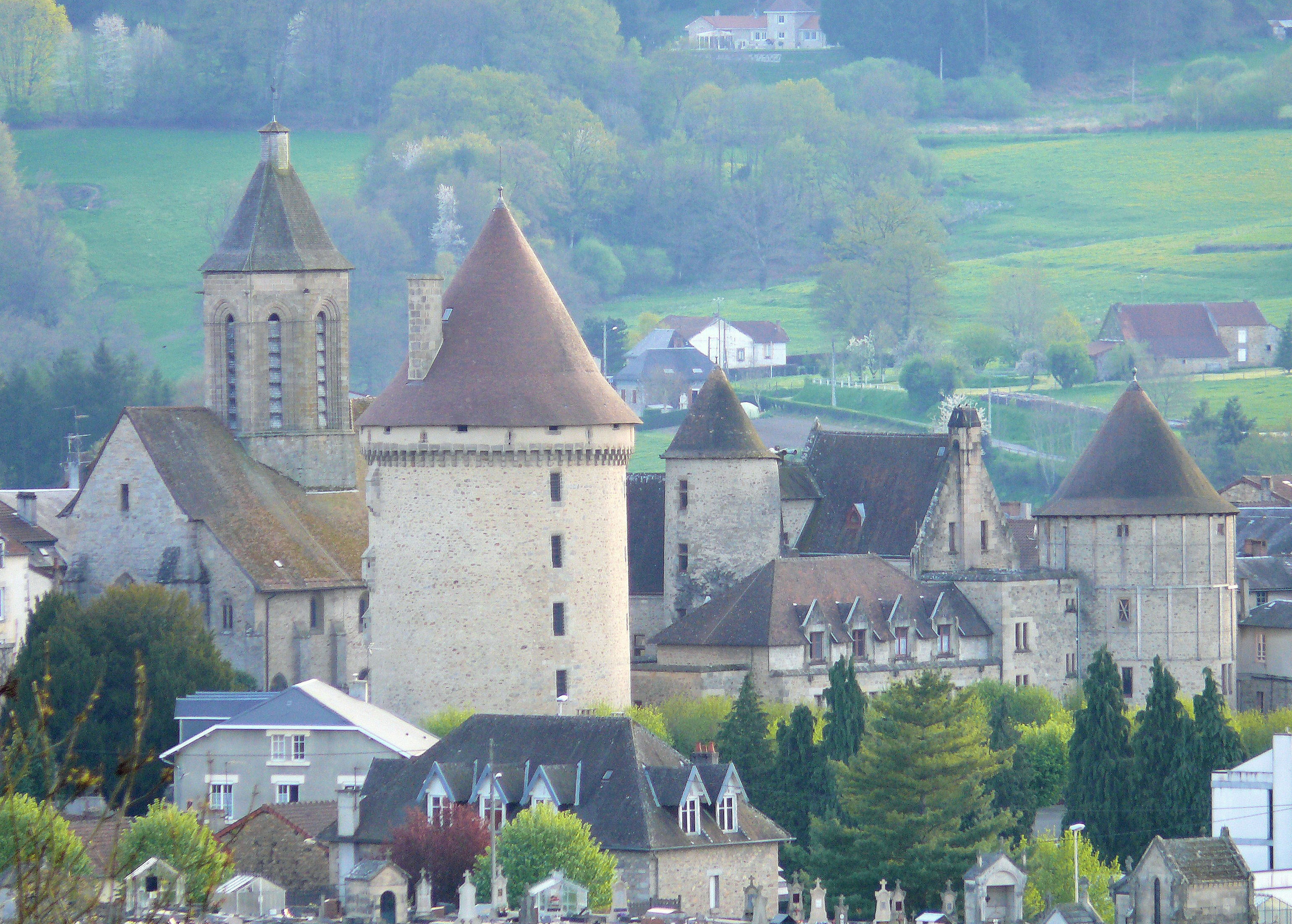
Der Komplex des Großpriorats Bourganeuf mit La tour de Zizim im Vordergrund

Da Rhodos als nicht sicher genug galt, schickte Pierre d'Aubusson Cem nach Frankreich. Cem hatte eingewilligt, da ihm versichert worden war, er könne von Frankreich aus nach Ungarn gelangen. Damit wäre er seinem Ziel näher gekommen, Rumelien zu erreichen und von dort aus die Herrschaft über das Osmanische Reich zu erstreiten.
In Frankreich wurde Cem von 1482 bis 1489 in verschiedenen Burgen des Ordens gefangen gehalten. Er wurde von nur wenigen Rittern, zu denen Pierre d'Aubussons Neffe Guy de Blanchefort gehört haben soll, bewacht. Cem sollte möglichst nicht den Eindruck haben, er sei ein Kriegsgefangener. Doch die Johanniter wollten ihn auf jeden Fall als Geldquelle und Faustpfand für politische Verhandlungen mit Bayezid II. in der Gewalt behalten. Als Cems Aufenthaltsorte gelten neben anderen – in der Literatur umstrittenen – die Hafenstadt Villefranche-sur-Mer, Saint-Jean-de-Maurienne, Chambéry, Rumilly, Péage-de-Roussillon und Schloss Rochechinard. Die letzten beiden Jahre seines erzwungenen Exils verbrachte Cem in Bourganeuf, dem Sitz des johannitischen Großpriors der Auvergne, wo er in einem für ihn erbauten siebenstöckigen Rundturm festgehalten wurde.

#### In der Hand der Päpste und des Königs von Frankreich
Am 4. März 1489 lieferten die Johanniter Cem „zum Wohl der Christenheit“ an Papst Innozenz VIII. aus, der mit den Königen von Ungarn und Neapel um den Besitz dieser wertvollen Geisel gewetteifert hatte. Von da an konnte der Papst die jährliche Zahlung aus Istanbul für sich beanspruchen. Bayezid, der gegen die Verbringung nach Rom protestiert hatte, schickte dem Papst schließlich, vorausgesetzt er werde die Vereinbarungen mit den Johannitern übernehmen, 120.000 Goldstücke als Vorauszahlung für die ersten drei Jahre von Cems Schutzhaft. Pierre d'Aubusson erhielt vom Papst kurz darauf, am 9. März 1489, als Gegenleistung für sich und die ihm nachfolgenden Großmeister der Johanniter die Kardinalswürde. Cems Anwesenheit in Rom erhöhte das internationale Prestige des Papstes. In Briefen an die christlichen Herrscher Europas warb er für einen Kreuzzug gegen die Osmanen, für den nun der Zeitpunkt günstig sei. Dieser Plan wurde allerdings nicht verwirklicht.

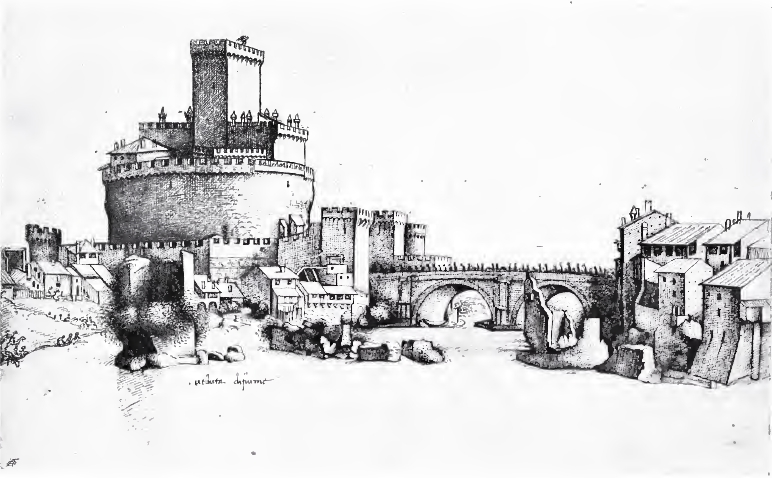
Engelsburg um 1495. Hier war Cem vor seiner Übergabe an den französischen König interniert.

Papst Alexander VI., der 1492 Innozenz VIII. nachfolgte, wollte die Vereinbarungen mit dem osmanischen Sultan fortführen, doch Bayezid II. verweigerte zunächst die jährlichen Zahlungen. Des Papstes 1494 vorgebrachte Behauptung, der auf Rom zu marschierende französische König Karl VIII. wolle Cem in seine Gewalt bringen und zusammen mit den Königen von England und Spanien sowie dem römisch-deutschen König Maximilian I. das Osmanische Reich angreifen, ließ Bayezid einlenken. Die von ihm an den Papst gesandten 40.000 Goldstücke wurden dem Boten in Senigallia von Giovanni della Rovere abgenommen, wobei auch Briefe Bayezids an den Papst erbeutet wurden. In einem der Briefe soll Bayezid dem Papst 300.000 Goldstücke geboten haben, falls er Cem ermorden und seine Leiche nach Istanbul bringen ließe.
Im November 1494 zog Karl VIII. in Rom ein. Der Papst sah sich gezwungen, Cem, den er inzwischen in der Engelsburg interniert hatte, dem König auszuliefern, der Cem Ende Dezember 1494 in Gewahrsam nahm und auf seinem Feldzug nach Neapel mit sich führte.

### Tod und Überführung des Leichnams nach Bursa
Cem soll schon auf dem Weg nach Neapel schwer erkrankt sein. Er sei unfähig gewesen zu reiten und in einer Sänfte nach Neapel ins Castel Capuano gebracht worden. Herbeigerufene Ärzte hätten festgestellt, Cems Gesicht, Augen und Kehle seien geschwollen gewesen. Nach Saʿdeddīn diktierte Cem angesichts des nahenden Todes seinen letzten Willen und ein Testament. Er starb am Morgen des 25. Februar 1495 (29 Dschumada I. 900) im Castel Capuano. Für die in späteren Chroniken kolportierte Geschichte, Cem sei im Auftrag Bayezids II. oder des Papstes bei der Rasur durch eine Verletzung mit einem vergifteten Rasiermesser getötet worden, gibt es keine überprüfbaren Nachweise. Bayezid II. erfuhr von Cems Tod im April 1495 und machte ihn durch öffentliche Gebete für Cems Seele im ganzen Reich bekannt. Erst 1499 konnte er die einbalsamierte Leiche – wie von Cem kurz vor seinem Tod verfügt – ins dār-ı İslām nach Bursa überführen lassen, wo Cem schließlich im Mausoleum seines Bruders Mustafa Ruhe fand.

## Nachkommen
Cem hatte vermutlich fünf Kinder, vier davon kamen bereits in Kastamonu zur Welt. Angaben dazu sind widersprüchlich und kaum durch Dokumente belegt.

Hinrichtungsbefehl Bayezids II. für Cems Sohn Oğuzhan; nicht namentlich genannt). Istanbul, Archiv des Topkapi-Serail-Museums (TSMA), Evrak, Inv.-Nr. 11983/1

Die folgende Aufstellung stützt sich hauptsächlich auf Halil İnalcık (EI, 1991), John Freely (2004) und die bei Freely zitierten und verarbeiteten, monumentalen, zwischen 1496 und 1531 geschriebenen Diarii von Marino Sanudo.
- Das erste Kind soll eine Tochter gewesen sein. Weder ihr Name noch der der Mutter sind bekannt.
Als Erstgeburt wird aber auch ein Sohn Abd'llah genannt (* 1473 in Kastamonu; † 1481 in Bursa).
- Aisha (* 1473 in Kastamonu; † 1505 in Konstantinopel); sie heiratete 1503 Damat Mehmed Ney, einen Sohn von Sinan Pascha, dem Beylerbey von Anatolien.
- Oğuzhan (* 1474 Kastamonu; exekutiert 1482 in Konstantinopel); Oğuzhan wurde zusammen mit seiner Mutter, Cems Konkubine Severid, nach Konstantinopel gebracht. Ein Grund dafür könnte gewesen sein, dass Meḥmed II. ihn als Geisel halten wollte, um Cem gegebenenfalls unter Druck setzen zu können. Bayezid II. ließ ihn 1482 umbringen.
- Gevhermulik; heiratete 1491 in Kairo Sultan an-Nasir Muhammad II.; dieser wurde 1498 umgebracht; Gevhermulik heiratete 1504 in Konstantinopel Muhammad Bey, einen weiteren Sohn von Sinan Pascha, dem Beylerbey von Anatolien.
- Murad (* 1475 Konya; 1522 exekutiert auf Rhodos); er trat zum Christentum über und führte fortan den Namen Mehmed Pierre; 1492 wurde er von Papst Alexander VI. zum Principe Romano und vom König von Neapel zum Visconte de Sayd ernannt; außerdem wurde er als Patrizier Roms anerkannt. Er soll Maria Concetta Doria, eine Tochter des Konsuls von Genua, geheiratet haben. Aus dieser Ehe soll Murad zwei Töchter und drei Söhne gehabt haben, wovon einer, namens Pietro Oshin Sayd, von heutigen Sayd-Familien auf Malta als Vorfahre reklamiert wird. Er sei entkommen, als Süleyman I. Murad und einen Sohn Murads 1522 auf Rhodos exekutieren ließ.

## Überlieferungen
Die Hauptquellen über das Leben von Cem sind die anonym niedergeschriebene Biografie Vāḳıʿāt-ı Sulṭān Cem (‚Begebenheiten des Sulṭān Cem‘) und das persischsprachige Werk Hašt behešt (‚acht Paradiese‘) des Idrīs Bidlīsī sowie, auf diesen basierend, die Tācü t-tevārīḫ (‚Krone der Chroniken‘) des Saʿdeddīn. Bei dem Verfasser der Vāḳıʿāt-ı Sulṭān Cem handelt es sich um einen Gefährten des Prinzen, vermutlich um den Dichter Haydar Bey, der mit Cem Sultan im Exil lebte, ihm dort als Sekretär diente, und nach des Prinzen Tod dessen Besitztümer zurück in die Türkei brachte. 1892 veröffentlichte der Franzose Louis Thuasne ein Buch mit dem Titel Djem-Sultan, fils de Mohammed II, frère de Bayezid II. (1459–1495) [...], das sowohl auf die französische Übersetzung der Tācü t-tevārīḫ zurückgriff als auch zeitgenössische europäische Quellen verarbeitete.

## Bildnisse
Das Erscheinungsbild Cems ist von Augenzeugen mehrfach beschrieben worden. Ein eindeutig zuzuordnendes Porträt existiert dagegen nicht.

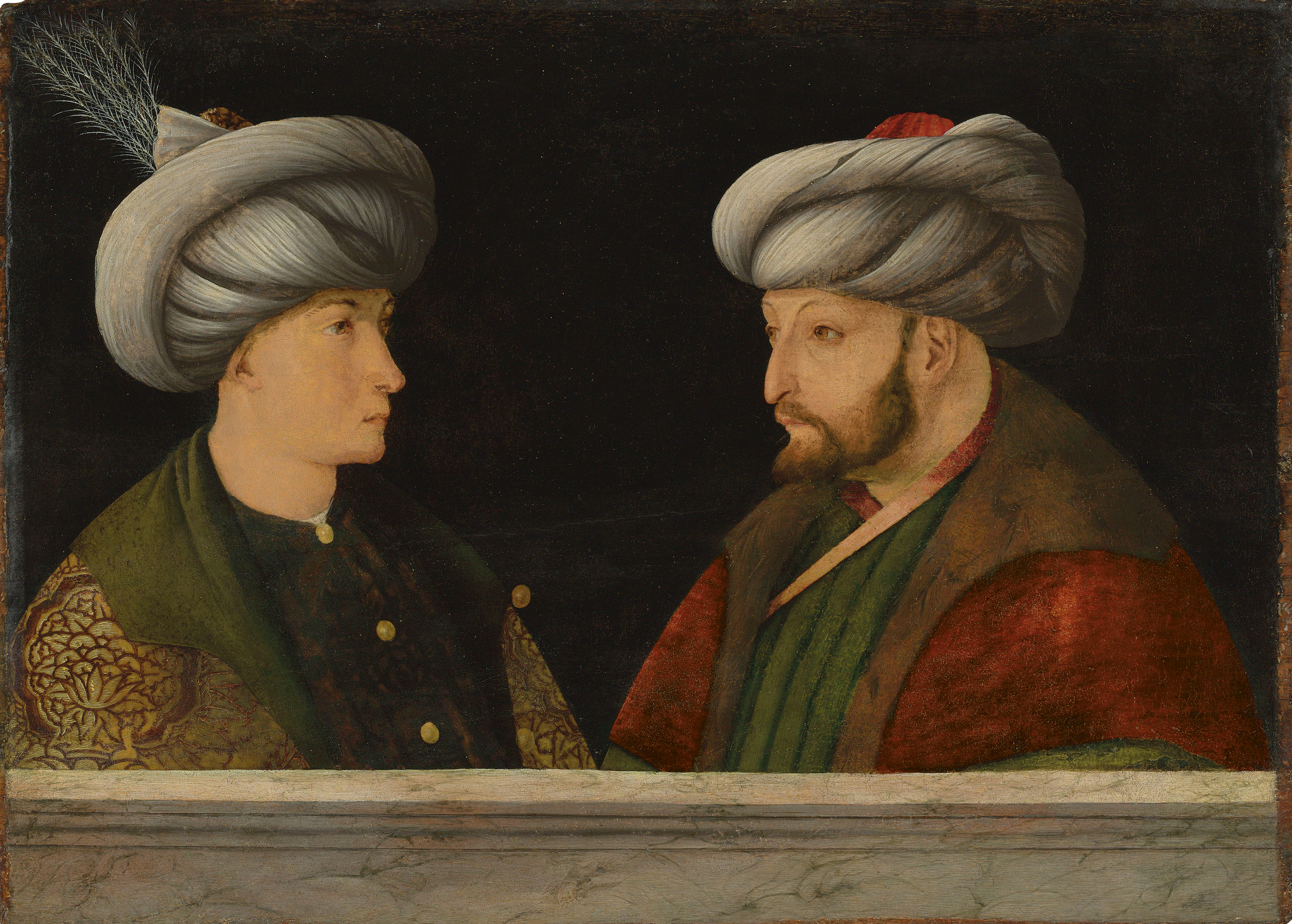
Mehmed II. und ein junger Mann, der vermutlich Cem ist. Gentile Bellini oder seiner Werkstatt zugeschriebenes Doppelporträt

Auf Bitten Mehmeds II. war der Maler Gentile Bellini im Januar 1478 nach  Konstantinopel gekommen und hatte mindestens ein Porträt des türkischen Sultans gemalt, das am 23. November 1480 fertiggestellt wurde. 1950 wurde in einer Privatsammlung ein weiteres Gemälde entdeckt, das heute Bellini zugeschrieben wird. Es zeigt Mehmed II. im Halbprofil und ihm gegenüber einen jungen Mann, der ebenfalls im Halbprofil gezeigt wird. Eine nicht authentische Inschrift auf der Rückseite des Gemäldes nennt als Dargestellte Mehmed und seinen Sohn. Aufgrund der Jugendlichkeit des auf der linken Seite Abgebildeten geht man heute davon aus, dass hier Cem dargestellt wurde und nicht sein älterer Bruder Bayezid – vorausgesetzt, es handelt sich um ein wirkliches Porträt und nicht um einen fiktiven Charakter. Cem hielt sich zu der Zeit, in der Bellini in Konstantinopel arbeitete, auch tatsächlich in Istanbul auf.
Zwei bärtige, türkisch anmutende Figuren auf Wandbildern Pinturicchios, die als Cems Porträts gelten, sind, wie schon Joseph von Karabacek feststellte, in Gestalt und Antlitz eine ziemlich genaue (recte bzw. seitenverkehrte) Kopie einer Bellini-Zeichnung, die keineswegs ein Porträt Cems darstellt. Zudem wird eine weitere Gestalt aus einem Pinturicchio-Fresco, ein stattlicher, bärtiger Reiter, für Cem gehalten. Diese Darstellungen entsprechen der durch Cem und seine Umgebung in Rom entstandenen Vorliebe für türkische Tracht und Gewohnheiten, die bewirkte, dass sich sogar Juan Borgia, der Lieblingssohn von Papst Alexander VI., gerne wie ein Türke kleidete. Pinturicchios Wandbildern entgegen wurde Cem mehrfach von Augenzeugen als bartlos beschrieben. Er habe geschielt, kleine Ohren, einen kleinen Mund mit vollen Lippen und kleine, fleischige Hände gehabt und sich gerne prunkvoll gekleidet. Dem entspricht ein Porträt aus dem Wiener Codex 8615, das wahrscheinlich eine Kopie nach einem verlorenen Original von Gentile Bellini oder Costanzo da Ferrara ist.
Auch die Darstellung eines Gastmahls bei Pierre d’Aubusson vom Maître du cardinal de Bourbon, veröffentlicht von Guillaume Caoursin, dem Vizekanzler des Johanniterordens, aus dem Jahr 1482 zeigt Cem bartlos und wirkt authentisch. Dem entspricht Caoursins von Joseph von Karabacek mitgeteilte Beschreibung von Cems Aussehen.
Bei einem auf einem Incipit einer Altstimme aus Ms. Capp. Sist. 41 der Biblioteca Apostolica Vaticana abgebildeten jugendlichen Türken wird erwogen, ob hier Cem porträtiert sein kann. Bei Ms. 41 handelt es sich um den Erstdruck der Missa La Sol Fa Re Mi von Josquin Desprez, der in der Zeit, als Cem in Rom weilte, wahrscheinlich noch Sänger in der päpstlichen Kapelle war. Der Abgebildete hält ein Schriftband in der Rechten, auf dem „LESSE : FAIRE : A MI :“ steht. Dieser Spruch wird einerseits als eine Verbalisierung der Tonnamen La Sol Fa Re Mi, andererseits aber auch als ein Ausspruch des möglicherweise abgebildeten Cem gedeutet. Dokumente, die für eine Verbindung zwischen Cem und Josquin Desprez sprechen, existieren nicht.
Ein 1676 veröffentlichtes, posthumes Bildnis (nach Peter Paul Seuin), das einen bartlosen Cem zeigt, findet sich in: Dominique Bouhours: Histoire de Pierre d'Aubusson, grand-maistre de Rhodes. chez Sebastien Mabre-Cramoisy, Paris 1676.

## Werke
Bereits als Kind lernte Cem Persisch und Arabisch. Als Prinz-Gouverneur von Kastamonu erhielt er auch diesbezüglich Unterricht von seinen beiden Lālā Nasuh und Kara Süleyman. Sie förderten sein starkes Interesse an der Literatur der beiden Sprachen. In Konya umgab sich Cem als Provinzgouverneur von Karaman mit Dichtern und literaturkundigen Beamten, Gelehrten und Gönnern.
Diese frühen sprachlichen und literarischen Erfahrungen waren die Grundlage von Cems eigenen Dichtungen, die inspiriert sind von persischen Dichtern wie Nezāmi, Salmān-e Sāvaji, Hāfiz und Dschami sowie von türkischen Dichtern wie Ahmed Pascha, Šayḵi, and Nejāti Beg.
- Cem schrieb einen persischen und einen türkischen Dīwān.
- Für Mehmed II. verfertigte er eine türkische Versübersetzung des Mesnevis Cemşid ü Hurşîd des Dichters Salmān-e Sāvaǧī aus dem 14. Jahrhundert.
- Auch ein Gedicht namens Fāl-i Reyḥān-i Sulṭān Cem ist türkisch verfasst.
- Im Briefwechsel sprachen sich Cem und sein Bruder und Konkurrent manchmal gegenseitig mit Gedichten an.
- Auf den Tod seines Sohnes Oğuzhan verfasste Cem eine aus 33 Zweizeilern bestehende, dreiteilige Elegie (türk. mersiye).[27]

### Biographien und Monographien
- İsmail Hikmet Ertaylan: Sultan Cem. Milli Eğitim Basımevi, İstanbul 1951 (türkisch)
- John Freely: Jem Sultan. The Adventures of a Captive Turkish Prince in Renaissance Europe. HarperCollins, London 2004 (englisch)
- Louis Thuasne: Djem-Sultan, fils de Mohammed II, frére de Bayezid II, (1459–1495) d'aprés les documents originaux en grande partie inédits ; étude sur la question d'orient á la fin du XVe siécle. Leroux, Paris 1892 (französisch)
- Nicolas Vatin: Sultan Djem. Un prince ottoman dans l’Europe du XVe siècle d’après deux sources contemporaines: Vâḳıʿât-ı Sulṭân Cem, Œuvres de Guillaume Caoursin. Imprimerie de la Société Turque d'Histoire, Ankara 1997, ISBN 975-16-0832-5 (französisch)

### Lexikonartikel
- Cavid Baysun: Cem. In: İslâm Ansiklopedisi. Bd. 3, Millî Eğitim Basımevi, Istanbul 1977, S. 69–81.
- Halil İnalcık: Djem. In: The Encyclopaedia of Islam. New Edition. Bd. 2, Brill, Leiden 1991, S. 529–531.
- Osman G. Özgüdenli: Jem Solṭān. In: Encyclopædia Iranica. Bd. 14, Faszikel 6, 2008, S. 623 f. (online verfügbar unter http://www.iranicaonline.org/articles/jem-soltan-, abgerufen am 19. Januar 2018).
- Mahmut H. Şakiroğlu: Cem Sultan. In: Türkiye Diyanet Vakfı İslâm Ansiklopedisi. Bd. 7, Istanbul 1993, S. 283 f. (PDF; 1,6 MB).

### Einzelaspekte
- Halil İnalcık: A case study in Renaissance diplomacy. The agreement between Innocent VIII. And Bayezid II on Djem Sultan. Journal of Turkish Studies 3, 1979, S. 209–233.[28]

### Historische Romane
- Adolphe d’Archiac: Zizim et les chévaliers de Rhodes : roman histor. du XVe siècle. Bridelle, Paris 1828.
- Jean-Marie Chevrier: Zizim : ou l'épopée tragique et dérisoire d'un prince ottoman. Albin Michel, Paris 1993.
- Wera Mutaftschiewa: Spielball von Kirche und Thron. Rütten und Loening, Berlin 1971 (Übersetzung von Hartmut Herboth, Originaltitel: Случаят Джем, 1966).